# 玉鬘系・紫上系
| 源氏物語五十四帖 |        |    |        |
| 各帖のあらすじ   |        |    |        |
| 帖               | 名     | 帖 | 名     |
| 1                | 桐壺   | 28 | 野分   |
| 2                | 帚木   | 29 | 行幸   |
| 3                | 空蝉   | 30 | 藤袴   |
| 4                | 夕顔   | 31 | 真木柱 |
| 5                | 若紫   | 32 | 梅枝   |
| 6                | 末摘花 | 33 | 藤裏葉 |
| 7                | 紅葉賀 | 34 | 若菜   |
| 8                | 花宴   | 35 | 柏木   |
| 9                | 葵     | 36 | 横笛   |
| 10               | 賢木   | 37 | 鈴虫   |
| 11               | 花散里 | 38 | 夕霧   |
| 12               | 須磨   | 39 | 御法   |
| 13               | 明石   | 40 | 幻     |
| 14               | 澪標   | 41 | 雲隠   |
| 15               | 蓬生   | 42 | 匂宮   |
| 16               | 関屋   | 43 | 紅梅   |
| 17               | 絵合   | 44 | 竹河   |
| 18               | 松風   | 45 | 橋姫   |
| 19               | 薄雲   | 46 | 椎本   |
| 20               | 朝顔   | 47 | 総角   |
| 21               | 少女   | 48 | 早蕨   |
| 22               | 玉鬘   | 49 | 宿木   |
| 23               | 初音   | 50 | 東屋   |
| 24               | 胡蝶   | 51 | 浮舟   |
| 25               | 蛍     | 52 | 蜻蛉   |
| 26               | 常夏   | 53 | 手習   |
| 27               | 篝火   | 54 | 夢浮橋 |

玉鬘系（たまかずらけい）、紫上系（むらさきのうえけい）は、それぞれ『源氏物語』における一群の巻、またそのような分類である。

## 概要
『源氏物語』の第一部（「桐壺」から「藤裏葉」までの33帖）において、玉鬘系とは16帖の巻の総称である。残りの17帖を紫上系と呼ぶ。1950年（昭和25年）に武田宗俊によって唱えられ、その後広く使用されるようになった概念である。
以下の巻が玉鬘系に含まれるとされる。数字は現在使われている通常の巻序の番号を示している。
- 前半 = 帚木六帖
  - 帚木三帖（2帚木、3空蝉、4夕顔）
  - 6末摘花
  - 15蓬生
  - 16関屋
- 後半 = 玉鬘十帖（22玉鬘、23初音、24胡蝶、25蛍、26常夏、27篝火、28野分、29行幸、30藤袴、31真木柱）

玉鬘系の巻は、紫上系の巻と比べて一般的に以下のような特徴があるとされている。
- 光源氏との関係が限られたものであり『源氏物語』全体のストーリーと絡まないという短編的・別伝的性格を持つこと。
- 描かれている光源氏の恋愛の対象となる主要な女性が紫上系で描かれている「上の品の女」より身分の低い「中の品の女」であること。
- 完全には一致しないものの、その大部分が古くからいわれているところの並びの巻に含まれていること。

紫上系の巻は以下である。
- 1 桐壺
- 5 若紫
- 7 紅葉賀
- 8 花宴
- 9 葵
- 10 賢木
- 11 花散里
- 12 須磨
- 13 明石
- 14 澪標
- 17 絵合
- 18 松風
- 19 薄雲
- 20 朝顔
- 21 少女
- 32 梅枝
- 33 藤裏葉

## 類似の概念
内容は論者によってさまざまに異なることも多いものの、類似の概念が古くからいくつか唱えられている。以下に主なものを示す。
| 提唱者   | 紫上系に相当するもの        | 玉鬘系に相当するもの | 備考（主な相違点など）                                                                       |
| -------- | --------------------------- | -------------------- | -------------------------------------------------------------------------------------------- |
| 古注釈   | 本の巻                      | 並びの巻             | 「帚木」と「玉鬘」とが本の巻に入る                                                           |
| 阿部秋生 | 若紫グループ （紫のゆかり） | 帚木グループ         | 第一部の前半（「初音」巻まで）までの分類                                                     |
| 池田亀鑑 | 長編的説話系列              | 短編的説話系列       | 必ずしも巻単位で分かれるわけではない。                                                       |
| 大野晋   | a系                         | b系                  | 第二部（「若菜」から「幻」まで）をc系、第三部（「匂宮」から「夢浮橋」まで）をd系としている。 |

| 巻序   | 巻名   | 古注釈による区分 | 武田宗俊による区分 | 大野晋による区分 | 池田亀鑑による区分 |
| ------ | ------ | ---------------- | ------------------ | ---------------- | ------------------ |
| 第01帖 | 桐壺   | 本の巻           | 紫上系             | a系              | 長編的な巻         |
| 第02帖 | 帚木   | 本の巻           | 玉鬘系             | b系              | 短編的な巻         |
| 第03帖 | 空蝉   | 帚木の並びの巻   | 玉鬘系             | b系              | 短編的な巻         |
| 第04帖 | 夕顔   | 帚木の並びの巻   | 玉鬘系             | b系              | 短編的な巻         |
| 第05帖 | 若紫   | 本の巻           | 紫上系             | a系              | 長編的な巻         |
| 第06帖 | 末摘花 | 若紫の並びの巻   | 玉鬘系             | b系              | 短編的な巻         |
| 第07帖 | 紅葉賀 | 本の巻           | 紫上系             | a系              | 長編的な巻         |
| 第08帖 | 花宴   | 本の巻           | 紫上系             | a系              | 長編的な巻         |
| 第09帖 | 葵     | 本の巻           | 紫上系             | a系              | 長編的な巻         |
| 第10帖 | 賢木   | 本の巻           | 紫上系             | a系              | 長編的な巻         |
| 第11帖 | 花散里 | 本の巻           | 紫上系             | a系              | 長編的な巻         |
| 第12帖 | 須磨   | 本の巻           | 紫上系             | a系              | 長編的な巻         |
| 第13帖 | 明石   | 本の巻           | 紫上系             | a系              | 長編的な巻         |
| 第14帖 | 澪標   | 本の巻           | 紫上系             | a系              | 長編的な巻         |
| 第15帖 | 蓬生   | 澪標の並びの巻   | 玉鬘系             | b系              | 短編的な巻         |
| 第16帖 | 関屋   | 澪標の並びの巻   | 玉鬘系             | b系              | 短編的な巻         |
| 第17帖 | 絵合   | 本の巻           | 紫上系             | a系              | 長編的な巻         |
| 第18帖 | 松風   | 本の巻           | 紫上系             | a系              | 長編的な巻         |
| 第19帖 | 薄雲   | 本の巻           | 紫上系             | a系              | 長編的な巻         |
| 第20帖 | 朝顔   | 本の巻           | 紫上系             | a系              | 長編的な巻         |
| 第21帖 | 少女   | 本の巻           | 紫上系             | a系              | 混合的な巻         |
| 第22帖 | 玉鬘   | 本の巻           | 玉鬘系             | b系              | 混合的な巻         |
| 第23帖 | 初音   | 玉鬘の並びの巻   | 玉鬘系             | b系              | 混合的な巻         |
| 第24帖 | 胡蝶   | 玉鬘の並びの巻   | 玉鬘系             | b系              | 混合的な巻         |
| 第25帖 | 蛍     | 玉鬘の並びの巻   | 玉鬘系             | b系              | 混合的な巻         |
| 第26帖 | 常夏   | 玉鬘の並びの巻   | 玉鬘系             | b系              | 混合的な巻         |
| 第27帖 | 篝火   | 玉鬘の並びの巻   | 玉鬘系             | b系              | 混合的な巻         |
| 第28帖 | 野分   | 玉鬘の並びの巻   | 玉鬘系             | b系              | 混合的な巻         |
| 第29帖 | 行幸   | 玉鬘の並びの巻   | 玉鬘系             | b系              | 混合的な巻         |
| 第30帖 | 藤袴   | 玉鬘の並びの巻   | 玉鬘系             | b系              | 混合的な巻         |
| 第31帖 | 真木柱 | 玉鬘の並びの巻   | 玉鬘系             | b系              | 混合的な巻         |
| 第32帖 | 梅枝   | 本の巻           | 紫上系             | a系              | 混合的な巻         |
| 第33帖 | 藤裏葉 | 本の巻           | 紫上系             | a系              | 混合的な巻         |
| 第34帖 | 若菜上 | 本の巻           |                    | c系              |                    |
| 第35帖 | 若菜下 | 若菜上の並びの巻 |                    | c系              |                    |
| 第36帖 | 柏木   | 本の巻           |                    | c系              |                    |
| 第37帖 | 横笛   | 本の巻           |                    | c系              |                    |
| 第38帖 | 鈴虫   | 並びの巻         |                    | c系              |                    |
| 第39帖 | 夕霧   | 本の巻           |                    | c系              |                    |
| 第40帖 | 御法   | 本の巻           |                    | c系              |                    |
| 第41帖 | 幻     | 本の巻           |                    | c系              |                    |
| 第42帖 | 匂宮   | 本の巻           |                    | d系              |                    |
| 第43帖 | 紅梅   | 匂宮の並びの巻   |                    | d系              |                    |
| 第44帖 | 竹河   | 匂宮の並びの巻   |                    | d系              |                    |
| 第45帖 | 橋姫   | 本の巻           |                    | d系              |                    |
| 第46帖 | 椎本   | 本の巻           |                    | d系              |                    |
| 第47帖 | 総角   | 本の巻           |                    | d系              |                    |
| 第48帖 | 早蕨   | 本の巻           |                    | d系              |                    |
| 第49帖 | 宿木   | 本の巻           |                    | d系              |                    |
| 第50帖 | 東屋   | 本の巻           |                    | d系              |                    |
| 第51帖 | 浮舟   | 本の巻           |                    | d系              |                    |
| 第52帖 | 蜻蛉   | 本の巻           |                    | d系              |                    |
| 第53帖 | 手習   | 本の巻           |                    | d系              |                    |
| 第54帖 | 夢浮橋 | 本の巻           |                    | d系              |                    |

## 玉鬘系の学説史

### 武田宗俊の玉鬘系後記挿入説
「玉鬘系」（およびこれと並ぶ「紫上系」）という概念を最初に明確な形で唱えたのは武田宗俊である。武田は、源氏物語の第一部（「桐壺」から「藤裏葉」までの33帖）を紫上系17帖と玉鬘系16帖とに分けたときに、両者の間には、
- 光源氏や紫上といった両系に登場する主要人物の呼称が紫上系の巻と玉鬘系の巻で異なる。
- 紫上系の巻で光源氏と関係を持つのは紫上・藤壺・六条御息所といった身分の高い「上の品」の女性達であり、玉鬘系の巻で光源氏と関係を持つのは空蝉・夕顔・玉鬘といった上の品より身分の低い「中の品」の女性達であるというように明確にわかれている。
- 紫上系の巻の文体や筆致等は素朴であり、玉鬘系の巻の描写は深みがある。

といった違いが認められ、両者の間には
- 玉鬘系の巻を取り除いて紫上系の巻だけをつなげてもおとぎ話的な「めでたしめでたし」で終わる矛盾のない物語を構成している。
- 紫上系の巻で起こった出来事は玉鬘系の巻に反映しているが、逆に、玉鬘系の巻で起こった出来事は紫上系の巻に反映していない。
- 玉鬘系の巻はしばしば紫上系の巻と時間的に重なる描写がある。
- 『源氏物語』第一部の登場人物は、紫上系の登場人物と玉鬘系の登場人物に明確に分けることができ、紫上系の登場人物は、紫上系・玉鬘系のどちらの巻にも登場するのに対して、玉鬘系の登場人物は玉鬘系の巻にしか登場しない。
- 「桐壺」巻と「帚木」巻、「夕顔」巻と「若紫」巻など紫上系の巻から玉鬘系の巻に切り替わる部分や、逆に、玉鬘系の巻から紫上系の巻に切り替わる部分の描写に不自然な点が多い。

といった関係が認められる。武田は、これらのさまざまな現象は、『源氏物語』の第一部はまず『「原」源氏物語』とでも呼びうる紫上系の巻だけからなる部分が執筆され、その後に玉鬘系の巻が一括して書かれておおよそ年立に従って紫上系の巻の間に一挙に挿入されたと考えると説明できるとした。
これ以後、下記のように、武田説の「玉鬘系が後記挿入された」とする点については賛否分かれたものの、『源氏物語』の第一部が紫上系と玉鬘系という質的な差異が存在する二つの部分から構成されることは広く承認されるようになった。

### 成立論に関連する「玉鬘系」に肯定的な諸説
武田と相前後して、また武田以後、武田説に対しては武田説をそのまま認める立場とともに、以下のような武田説を大筋で認めながらも何らかの修正を加える立場がいくつか現れた。
- 現在の『源氏物語』には存在しない「輝く日の宮の巻」と「桜人の巻」の存在を想定し、それによって武田説に存在した「並びの巻」と「玉鬘系」の「ずれ」を解消し、「本来の並びの巻が本来の玉鬘系そのものであり、紫上系に対して後記挿入されたものである」として『源氏物語』第一部の中に失われた巻の存在を想定する風巻景次郎の説[5][6][7][8][9][10][11][12]
- 『源氏物語』の、特に第一部は「長編的な物語」と「短編的な物語」とに分ける事ができ、まず長編的な物語が書かれた後に短編的な物語が書かれて長編的な物語の間に挿入されていったとし、挿入は必ずしも巻単位ではないとする池田亀鑑の説[2]
- 帚木三帖と「末摘花」を「葵」帖着筆前の後記挿入、「蓬生」及び「関屋」を「少女」巻執筆後の後記挿入とする伊藤博の説[13]。
- 玉鬘系の巻々のうち玉鬘十帖などは紫上系の巻々より後に書かれたが、帚木三帖は逆に紫の上系の巻々より前に書かれたとする斎藤正昭の説[14][15]。

### 成立論に関連する「玉鬘系」に否定的な諸説
これに対して、以下のような形で武田説を否定的にとらえる以下のような説も存在する。
- 「葵」巻の中に末摘花のことを指しているとされる一節があるなど、玉鬘系の人物が紫上系の巻に現れるといった点などの武田説の主張の根拠の事実認識に誤りがあり[16]、「武田がいうような形での紫上系と玉鬘系というような二つの系統は明確な形では存在しない」とする説[17][18]や、紫上系と玉鬘系の間に質的な違いが存在することを認めつつも成立論的な観点からこのような現象を理解するのは誤りであり、あくまで構想論的な観点から考察するべきであるとする見解も以下のように数多く唱えられた。
- 紫上系と玉鬘系の間に質的な違いが存在することを認めつつも、武田が取り上げたような登場人物の偏りや巻ごとの筆致の違いなどは構想論上の問題として考えるべきであり、かつそれで説明できるとする説[19][20]。
- 紫上系と玉鬘系の間に質的な違いが存在することを認め、さらにこの問題を構想論の観点から説明しきれるかどうかという問題についても未解決であるとしても、成立の経緯についての何らの証拠もないままで成立論に向かい、「玉鬘系の後記挿入」という成立過程を導くのは「気ままな空想」に過ぎないとする説[21]。

## 第二部・第三部の玉鬘系
武田は、抜き取ってしまうと物語が繋がらなくなる「若菜（上下）」巻において玉鬘系の人物が出現することなどから、紫上系と玉鬘系という二系統は「藤裏葉」巻で終わる『源氏物語』第一部だけの問題であり、第二部の「若菜」巻においては両系は合流しており、これ以後の巻には紫上系と玉鬘系という区分は存在しないとしていた。
しかしながら、第二部及び第三部においても
- 玉鬘系の人物はどの巻にも均等に現れるのではなく玉鬘系の人物が現れる巻は「若菜」・「柏木」・「紅梅」・「竹河」・「宿木」などごく限られている。
- 第二部においても「夕霧」など「その巻で発生した出来事が巻序の上で後に続く巻に影響を与えていない」という、後記挿入が疑われる巻がいくつか存在する。

といった点が指摘されるようになり、第一部における「紫上系と玉鬘系」と同じであるかどうかは別にして、第二部及び第三部においても「紫上系と玉鬘系」に類する「二つの系統」が存在するのではないかとの指摘も存在する。